# Cesare Cevenini
Cesare Cevenini, appelé aussi Cevenini IV (né le 18 juillet 1899 à Milan et mort en 1996 à Deiva Marina) était un footballeur italien, jouant latéral gauche.

## Biographie
Étant le quatrième de la dynastie des Cevenini, Cesare Cevenini ne jouera que quelques années, notamment pour les deux grands clubs lombards de Milan, le Milan AC entre 1917 et 1918 et l'Inter de Milan entre 1919 et 1923.

### La familleCevenini
Cesare Cevenini était appelé Cevenini IV, car quatre de ses frères étaient également footballeurs professionnels :
- Aldo Cevenini (Cevenini I)
- Mario Cevenini (Cevenini II)
- Luigi Cevenini (Cevenini III)
- Carlo Cevenini (Cevenini V)

## Palmarès
- Championnat d'Italie de football (1) : 
  - 1919-20 ( Inter)